# Helcion
Helcion is een geslacht van weekdieren uit de klasse van de Gastropoda (slakken).

## Soorten
- Helcion concolor (Krauss, 1848)
- Helcion dunkeri (Krauss, 1848)
- Helcion pectunculus (Gmelin, 1791)
- Helcion pruinosus (Krauss, 1848)